# Hippodrome de Prague-Velká Chuchle
 (avril 2025).
Si vous disposez d'ouvrages ou d'articles de référence ou si vous connaissez des sites web de qualité traitant du thème abordé ici, merci de compléter l'article en donnant les références utiles à sa vérifiabilité et en les liant à la section « Notes et références ».
L'hippodrome de Prague-Velká Chuchle (en tchèque : Dostihové závodiště Velká Chuchle) est une piste de courses hippiques où se tiennent des courses de galop.

## Histoire
Créé dès 1906, il se trouve dans la banlieue sud de Prague, dans l'arrondissement administratif Velká Chuchle.
Les courses se tiennent d'avril jusqu'à novembre. La piste mesure 2 180 m de longueur. L'hippodrome de Velká Chuchle est le centre des courses de chevaux de première classe en République tchèque. Il héberge plus de courses que n'importe quel autre hippodrome tchèque et ses épreuves comprennent les trois courses de galop les plus prestigieuses du pays : le Derby tchèque, le San Leger R. Checa, et le Guineas tchèque 2000.